# Tado
 (mars 2025).
La mise en forme du texte ne suit pas les recommandations de Wikipédia : il faut le « wikifier ».
Les points d'amélioration suivants sont les cas les plus fréquents. Le détail des points à revoir est peut-être précisé sur la page de discussion.
- Les titres sont pré-formatés par le logiciel. Ils ne sont ni en capitales, ni en gras.
- Le texte ne doit pas être écrit en capitales (les noms de famille non plus), ni en gras, ni en italique, ni en « petit »…
- Le gras n'est utilisé que pour surligner le titre de l'article dans l'introduction, une seule fois.
- L'italique est rarement utilisé : mots en langue étrangère, titres d'œuvres, noms de bateaux, etc.
- Les citations ne sont pas en italique mais en corps de texte normal. Elles sont entourées par des guillemets français : « et ».
- Les listes à puces sont à éviter, des paragraphes rédigés étant largement préférés. Les tableaux sont à réserver à la présentation de données structurées (résultats, etc.).
- Les appels de note de bas de page (petits chiffres en exposant, introduits par l'outil «  Source ») sont à placer entre la fin de phrase et le point final[comme ça].
- Les liens internes (vers d'autres articles de Wikipédia) sont à choisir avec parcimonie. Créez des liens vers des articles approfondissant le sujet. Les termes génériques sans rapport avec le sujet sont à éviter, ainsi que les répétitions de liens vers un même terme.
- Les liens externes sont à placer uniquement dans une section « Liens externes », à la fin de l'article. Ces liens sont à choisir avec parcimonie suivant les règles définies. Si un lien sert de source à l'article, son insertion dans le texte est à faire par les notes de bas de page.
- La présentation des références doit suivre les conventions bibliographiques. Il est recommandé d'utiliser les modèles {{Ouvrage}}, {{Chapitre}}, {{Article}}, {{Lien web}} et/ou {{Bibliographie}}. Le mode d'édition visuel peut mettre en forme automatiquement les références.
- Insérer une infobox (cadre d'informations à droite) n'est pas obligatoire pour parachever la mise en page.

Pour une aide détaillée, merci de consulter Aide:Wikification.
Si vous pensez que ces points ont été résolus, vous pouvez retirer ce bandeau et améliorer la mise en forme d'un autre article.
Tado est une petite localité située au sud-est du Togo, à la frontière du Bénin et à 15 km de Tohoun. C'est un village frontalier situé à 3 km de la frontière Togo-Bénin. Il est composé de 4 grands quartiers à savoir : Adjatsè, Domé, Alou, Apetougbé.
En Pays-Adja, c'est la cité d'origine ancestrale du peuple Adja qui regroupe les Fons, les Ewés ou Dogbos, les Anlons, les Xlas, les Ayizos, les Ezas, les Alus, les Houénons, les Neglokpés, les Saxwé, les Guns... 

## Historique

### Royaume Tado
- Si vous ne connaissez pas le sujet, laissez ce bandeau (vous pouvez alors contacter les auteurs).
- Si vous supprimez le contenu mis en cause (vous pouvez préalablement contacter les auteurs),

argumentez précisément cette suppression dans la page de discussion
(un manque de référence n'est pas un argument ; une recherche réelle de référence doit avoir été effectuée, être formellement documentée).
Tado est un ancien Cité état du Bénin cédé au Togo.
La ville est refondée par les Adjas en 1000 et est devenue la capitale du premier royaume, le plus puissant du sud du Togo actuel, appelé royaume de Tado, qui prospéra en rayonnant sur un territoire de plus en plus immense, surtout culturellement, jusqu'au XIXe siècle. Dans son âge d’or, qu’on peut situer entre le XVe et le XVIIe siècle, le royaume Adja de Tado s'apparentait à une confédération couvrant un espace allant de la Volta au Kouffo jusqu'à Gbadagli (frontière Nigériane) et de l'océan à Agbonou (Atakpamé) et à Kambolé (Tchamba)
La ville de Tado est le berceau des Adja-Ewé, une ethnie qui peuplait le Sud du Togo et du Bénin. Autrefois, le village s'appelait "EZAME". En langue adja, EZA est le nom d'un arbre. Ainsi Ezame veut dire "implanté dans les arbres Eza". À ce moment donné de son histoire, le village souffrait de plusieurs maladies. Il y avait des morts infantiles, la sècheresse et la famine. Cela coïncida avec l'arrivée d'un homme: TOGBUI-ANYI. qui proposa de guérir la population, à condition qu'on l'accepte comme roi. Par ses pouvoirs magiques l'étranger guérit le village de tous ses maux et devint le roi. Dès lors, il changea le nom du village en Tado, ce qui signifie: enjamber. Selon ce roi, tous les malheurs vont enjamber le royaume. Chaque année, les Adja de Tado fêtent cette délivrance dans le courant du mois d'août. Cette fête est dénommée "fête TOGBUI-ANYI". En 2012, c'est le187e roi qui règne. Au cours de cette fête "TOGBUI-ANYI", les Adja-Ewé du Togo, du Bénin et du Ghana reviennent à leur berceau commun pour prier les mânes de leurs ancêtres pour avoir des pluies et une bonne santé dans l'année à venir.
Le Jésuite espagnol Alonzo de Sandoval décrivit le Pays-Adja en 1627 comme « un puissant royaume s’étendant sur un territoire immense à l’intérieur des terres avec une zone côtière où se trouve un port sûr, gouverné par un noir appelé Eminence ». Il s'agissait du territoire sur lequel régnaient les Anyigbãfio(roi de la terre).
Tado est le fer de lance des autres royaumes comme Agbomey, Notsé, Allada, Porto Novo. Ce sont les princes de Tado qui ont fondé ces royaumes.
Aujourd'hui, Tado est une ville oubliée par les autorités togolaises. Cette ville ancestrale est devenue une ruine. Tado vit en septembre de chaque année une fête particulière, en mémoire du puissant roi Togbui Anyi, le fondateur du royaume. Ce sont des retrouvailles entre les fils et filles du peuple Adja venus de tous les horizons, dispersés en diasporas, elles représentent pour d'autres un pèlerinage.

### Historicité du royaume
L'histoire de Tado est directement liée aux récits des différentes traditions orales et comporte de nombreuses complexités. Tout d'abord, ces traditions ne sont pas compilées avant le XXe siècle, ce qui les soumet à de fortes influences des changements qui s'opèrent dans cette région sous la pression des empires coloniaux européens. De plus, l'existence même du royaume de Tado n'est pas claire. Les premières sources qui documentent clairement le royaume de Tado n'y font référence qu'au XIXe siècle en tant qu'État tributaire du royaume du Dahomey. Cependant, des rapports du début du XVIIe siècle font état d'un royaume intérieur important qui pourrait correspondre au royaume de Tado. 
Alonso de Sandoval rapporte dans les années 1620 l'existence d'un « royaume des Popo » en référence à Grand-Popo et Petit-Popo, gouvernées par des fidalgo (nobles) et non des rois. Le roi de ces deux gouverneurs résiderait à 290km dans l'intérieur des terres et correspondrait à l'emplacement de Tado, et donc l'existence du royaume de Tado. En 1660, les missionnaires espagnols en visite à Allada, dans le royaume d'Allada, rapportent qu'un héro d'Allada aurait tué le roi de Tado dans un conflit antérieur, capturant et soumettant le royaume. D'autres rapports français permettent d'envisager que le royaume de Tado continue de préserver un certain contrôle sur la côte en 1670.
La révision et l'analyse des différentes traditions orales permet de déterminer que le choix de cette origine se rapporte à une période durant laquelle Tado est au centre d'un royaume puissant. Elles n'exprimeraient pas de réelles migrations, mais une appartenance ancienne qui s'oppose à l'apparition d'une nouvelle hégémonie en place, celle du royaume d'Allada. Le fait qu'une majeure partie des traditions orales établissent également leur fondation en lien à la dynastie d'Allada signifie une reconnaissance culturelle de cette nouvelle puissance. L'étude de ces traditions met également en lumière que l'idée selon laquelle un roi de Tado migre vers la région d'Allada pour y fonder une ville serait incorrecte, les territoires étant déjà habités par une autre population, les Aizo.

## Toponyme
Initialement Tado s’appelait Azamé. Deux versions s'opposent sur l'origine du toponyme.
La première indique : « Le roi des Adja établis sur les rives du Mono s’appelait Togbe Aholouho. Il s’est fait construire une grande maison entourée d’une muraille. Il avait de nombreuses femmes, et quiconque longeait la muraille royale devait s’abaisser, s’accroupir, marcher à quatre pattes, à la limite ramper sur le sol pour ne pas être tenté de jeter un regard curieux dans les domaines du roi et surprendre ainsi ses nombreuses femmes. Ramper en Adja se dit taa ou saa, et la muraille se dit do ; ramper le long des murailles donc taa-do ou saa-do-u, d’où le nom de Tado ou Sado, donné à la cité-fortifiée royale. »
La deuxième version indique que : « L’arrivée du Prince Togbui-Anyi à Azamé coïncida avec une période de crise alimentaire et sanitaire que traversa la localité. Togbui-Anyi a été accueilli amicalement à Azamé, il se révéla très tôt à ses hôtes comme un grand thaumaturge, nanti de pouvoirs surnaturels. Or Azamé était victime d’épidémies, de famine et de sècheresse. Togbui-Anyi, ayant pris connaissance de la situation, fit signaler au roi en place qu’il était en mesure d’éloigner tous ces maux, à condition que les Azanu acceptent qu’il devienne leur roi.
Le roi et son conseil, devant une telle situation aux issues imprévisibles pour toute leur communauté, acceptèrent les conditions de Togbui-Anyi.
Ce dernier organisa alors les cérémonies de purification du village Azamé. C’est au cours de l’exorcisation des esprits qui nuisaient au village qu’il prononça la formule cabalistique qui contient l’expression “ata ado mi”, c’est-à-dire “elle nous enjambera”, autrement dit désormais le village sera épargné de toute calamité. De la déformation de cette expression, nous aboutissons à “Tado”, nom attribué désormais à la localité ». Selon les clauses de l’accord avec les Azanu, Togbui-Anyi succéda au roi d’Azamè après sa mort. Le changement du nom correspond ainsi à sa prise de pouvoir.

## Populations liées
Dans les traditions orales, de très nombreuses ethniques, groupes culturels et royaumes se déclarent avoir une ascendance ou une origine liée à Tado, que ce soit sa ville ou son ancien royaume.
Les EWE - C’est sur le XIVe et le XVe siècle que le groupe des Ewé quitta la cité de Tado en direction de l’ouest pour des causes non élucidées. Il semblerait qu'à la suite de crimes commis par certains vieillards, une violente colère de la part de l’anyi gbãfio Ja-Kpojɛ̃ avait été soulevée. Terrorisé par l’idée de représailles massives imminentes, le clan des anciens responsables de ces crimes (ou simplement désireux de fuir un monarque tyrannique) s’enfuirent de nuit. Conduits par un vieux chasseur nommé Afotsè, ils traversèrent le Mono et s’installèrent à Tako (qui veut dire "devant l’étang"), lieu de la première implantation. Puis d’autres groupes arrivèrent et constituèrent ainsi les autres quartiers de cette nouvelle ville, par exemple les AYIZO Ceux-ci sont partis de Tado sous le règne du roi Aja-Dasa (d'autres traductions disent Aja-Dosu) et se sont répandus entre le Couffo et le Wemé autour de leur capitale Davie-Ali futur Adamé).  Les NEGLOKPE - C’est le clan de forgerons qui se sont installés dans la région d’Afãnyã . Il y ont diffusé l'art et les travaux de la forge.  Les HWE ou HWENO - Ils ont également quitté Tado sous le règne du successeur de Togbui-Anyi, le roi Aja-Fufulili sous la conduite du frère du roi , Zonu. Ils s'établirent entre le Couffo et le Mono autour des deux centres que sont Hwegame et Ajahome. Ils sont d’excellents agriculteurs et ils vont contribuer à répandre l’influence de Tado dans cette région.  LES XWLA (PLA) et les XWEDA (PEDA) - Ils sont issus d’un même groupe qui a quitté Tado sous le règne du roi Aja-Ho, 3e successeur du Togbui-Anyi et ils ont émigré vers le littoral par le Mono, puis se sont répartis tout autour du lac Ahémé. Ils s’établirent entre le Mono et le lac Nokoué Les Xweda s’établirent autour du lac Ahémé à Gézin, puis s’étendirent vers Saxé et Glēxwé (Ouidah) qui fut fondé par Kpase, le 2e roi de Saxé. - Les Xwla s’avancérent vers le Mono, s’établissant à l’embouchure du Mono sous la conduite de leur ancêtre Avlekpon. Ils créèrent deux villes, Adamé et Agbanakin, sur les bords du Mono, puis Xwalagâ (Grand Popo) —nommé en hommage à Xlaviho (Petit-Popo puis Aného)— sur la plage. Cette ville deviendra célèbre pour son commerce d'esclaves.  Les FON - Les ancêtres des fon, les Agassouvi, sont partis de Tado sous le règne du roi Kponsu Aduwoene, après que Tandé assassina le prétendant au trône (ce qui lui valut le surnom de Ajahutɔ). Ils sont partis vers Sahwe et sous la conduite de Landé, investirent le village Ayizɔ qui deviendra Allada. Ils s’établirent dans la région jusqu’à ce que des querelles autour du trône d’Allada, les fils du 2e roi, Kokpon ou Lansouhoutô, se séparèrent. L’aîné, Té-Agbanlin, s’en retourna vers Hɔgbonu ou Ajacɛ puis fonda par ruse le royaume de Porto-Novo. Le cadet, Dako, et son autre frère, s’imposèrent par ruse à Abomey, puis Aho —surnommé Houégbadja— instaura le royaume du Dahomey et il reviendra conquérir Allada sous Agadja.